# Schloss Altenau
Das heute abgekommene Schloss Altenau lag in der Stadt Salzburg im Bundesland Salzburg.

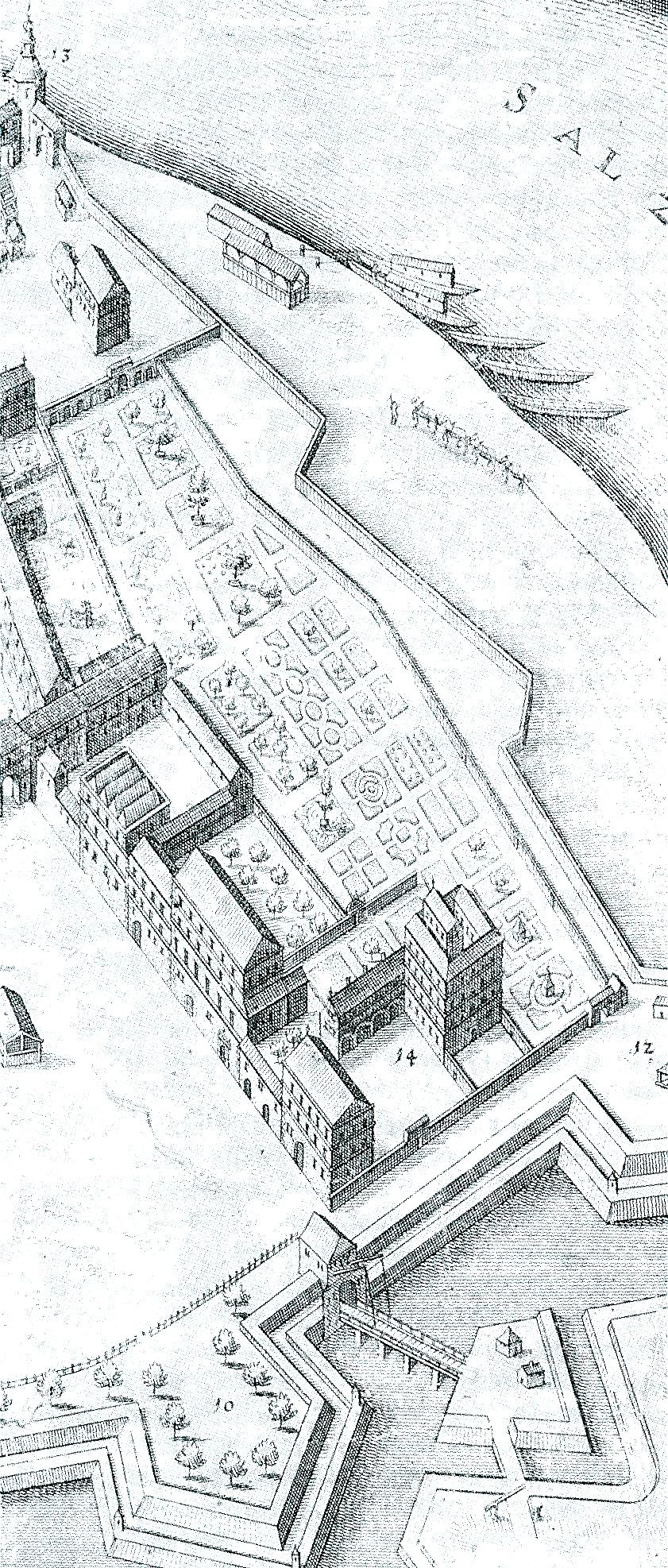
Ausschnitte einer Karte Salzburgs von Philipp Harpff (1643) mit Schloss Altenau

## Geschichte
Der Fürsterzbischof Wolf Dietrich von Raitenau ließ 1606 für sich und seine Lebensgefährtin Salome Alt und deren gemeinsame Kinder außerhalb vor dem Bergstraßtor Salzburgs das Lustschloss Altenau errichten. Unmittelbarer Anlass für den Bau waren Gichtanfälle während der Winterzeit 1604/05 und ein Schlaganfall des Erzbischofs, der seinen rechten Arm vier Monate lang lähmte. Nach seiner Genesung ließ er für sich und seine Familie dieses Lustschloss erbauen, um der Enge der Stadt zu entgehen. Wie sehr Wolf Dietrich den Aufenthalt genossen hat, geht aus einer Tafel mit lateinischer Inschrift hervor (von Markus Sittikus in die Salzburger Residenz verbracht):

„Durch Gottes Gnade erwählt, herrsche ich an der rauschend strömenden Salzach. Da Krankheit dem leidenden Körper die Kraft raubte, baute ich dieses ruhige Gebäude als stillen Hafen des Lebens“

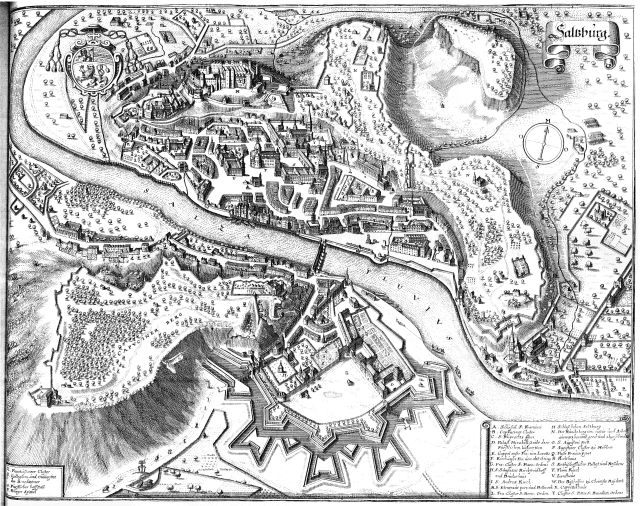
Plan von Salzburg nach Matthaeus Merian (1656)

Der Schlossbau wurde auf einem Schwemmkegel 200 m nördlich der Stadtmauern errichtet. Nach angeblich nur einem halben Jahr Bauzeit war das Schloss vollendet. Es war nicht besonders groß, seine Ausmaße betrugen etwa 20 Meter im Quadrat. Der Name Altenau ist von dem Familiennamen der Salome abgeleitet, wobei mit Au ein erhöhtes Landstück zwischen unregulierten Gewässern bezeichnet wurde (die Salzach hatte damals noch ein sehr breites Flussbett, das von der Mönchsbergwand bis in den Bereich der heutigen Schwarzstraße reichte; die Salzachregulierung fand erst ab 1852 statt). Die Familie Alt hatte dort bereits „vier Krautgärten“ erworben, weil andere Grundstücke „dem Hochwasser der Salzach zu nahe gelegen“ waren.
Von einem Chronisten wird das Gebäude wie folgt beschrieben: Ein großes, herrliches Gepeu wie ein Schloss oder Festung und außen herum mit schönen Gärten von allerlei Kleutlwerk, Baumgewächs und Früchten geziert und versehen. Auch das Schlossinnere verzückte den Chronisten: Das Allerschönste, was ein Mensch nur erdenken kann, überschwänglich großer Reichtum, die allerschönsten Frauenkleider, die allerschönsten Kleinodien aus schönem Gold, Edelstein und Perlen – wie in einem Königspalast.
Das Schloss war für den Fürsterzbischof und seine Familie ein beliebter Aufenthaltsort, der in solchem schönen Gepeu mit den Seinigen etc. sich oftmals belustigt und vilmals sowohl abends als morgens die malzeiten daselbst genossen und allerlei ehrliche freudenspiel und kurzweil darinnen getrieben. Interessant ist die Qualifizierung als ehrlich, denn damit wird ausgesagt, dass die Beziehung des Erzbischofs zu seiner Familie als legitim angesehen worden ist.

## Schloss Altenau später

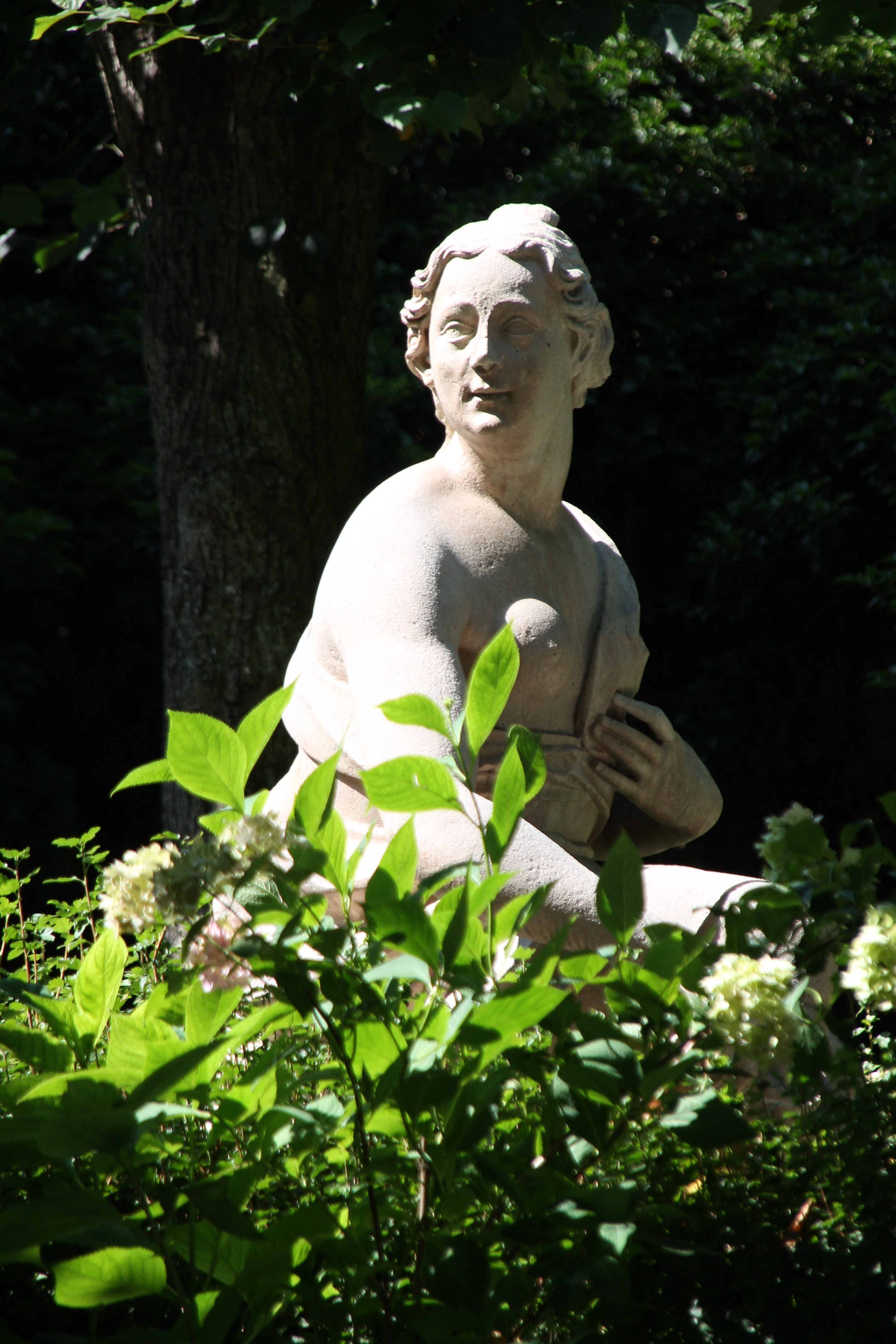
Susanna Brunnen im Mirabellgarten

Nach der Verhaftung von Wolf Dietrich vertrieb sein Nachfolger und Neffe Markus Sittikus von Hohenems Salome Alt und ihre Kinder von Schloss Altenau. Um die Erinnerung an seinen Vorgänger zu tilgen, nannte Markus Sittikus das Schloss nun Mirabell. Er selbst vermied es, das Schloss zu betreten. Anders sein Nachfolger Paris Lodron: Dieser ließ 1620–1642 das nunmehrige Schloss Mirabell samt Gartenanlage in den neuen starken Befestigungsgürtel am rechten Salzachufer einbeziehen, wie man gut auf einer Stadtansicht von Matthaeus Merian von 1656 sehen kann. Paris Lodron selbst wohnte gerne in diesem Schloss und verstarb auch hier. Im Schloss Altenau verbrachte auch Maria Sidonia von Raitenau, geborene Freiin von Welsperg-Primör, von 1639 bis 1646 ihren Lebensabend mit ihren beiden Enkelkindern Maria Anna Katharina und Rudolf Hannibal, für die deren Mutter, Maria Jakobea, klein lieb gezeigt und die deshalb die Vormundschaft übernommen hatte.
Nach mehreren Zubauten (etwa ein Uhrturm unter Erzbischof Johann Ernst Thun) erfolgte 1721 bis 1727 im Auftrag von Erzbischof Franz Anton von Harrach durch den Baumeister Johann Lucas von Hildebrandt ein durchgehender Umbau zu einer barocken, vierflügeligen Anlage mit Innenhof.
Reste von Schloss Altenau sind in der Südwestecke des heutigen Schlosses nächst dem heutigen Rosengarten im Kellergeschoß erhalten. Wahrscheinlich gehören auch alle aufgehenden Hauptmauern und zahlreiche Trennmauern dieses Bereiches der ältesten Bauphase an, da diese beim Umbau von Lukas von Hildebrandt nachweislich in den Neubau einbezogen worden sind.
Im Park des Schlosses Mirabell befindet sich zwischen Heckentheater und Springbrunnen der Susanna Brunnen. Er stammt aus dem Jahr 1612. Nach einer volkstümlichen Überlieferung stellt die Figur der Susanna die Salome Alt dar.